# Joel Latibeaudiere
Joel Owen Latibeaudiere (ur. 6 stycznia 2000 w Doncaster) – jamajski piłkarz z obywatelstwem brytyjskim występujący na pozycji środkowego lub prawego obrońcy, reprezentant Jamajki, od 2023 roku zawodnik angielskiego Coventry City.